# The Collection (série télévisée)
The Collection est une série télévisée franco-britannique en huit épisodes de 50 minutes créée par Oliver Goldstick et diffusée entre le 2 septembre et le 21 octobre 2016 sur Prime Video et à partir du 29 décembre 2016 sur France 3.

## Synopsis
La série se centre autour d'une maison de haute couture parisienne qui émerge au sortir de la Seconde Guerre mondiale.

## Distribution[1]
- Richard Coyle (VF : Bruno Choël) : Paul Sabine
- Tom Riley (VF : Rémi Caillebot) : Claude Sabine
- Mamie Gummer (VF : Tonya Kinzinger) : Helen Sabine
- Frances de la Tour (VF : Josiane Pinson) : Yvette
- Jenna Thiam : Nina
- Max Deacon (VF : Antoine Schoumsky) : Billy Novack
- Alix Poisson : Charlotte
- Alexandre Brasseur : Victor
- Irène Jacob : Marianne
- Poppy Corby-Tuech (VF : Marie Chevalot) : Dominique
- Bethan Mary James (VF : Marie Diot) : Juliette
- Sarah Parish (VF : Sylvia Bergé) : Marjorie Stutter
- James Cosmo (VF : Gabriel Le Doze) : Jules Trouvier
- Michael Kitchen : Lemaire
- Allan Corduner (VF : Gérard Darier): Bompard
- Stanley Townsend (VF : Jacques Frantz) : Stanley Rossi
- Michelle Gomez (VF : Marie Gamory): Eliette
Version française
  - Société de doublage : MFP
  - Direction artistique : Viviane Ludwig
  - Adaptation des dialogues : Laurent Modigliani
  - Ingénieur son : Nicolas Bourrelier

 Source et légende : version française (VF) sur RS Doublage et Carton de doublage télévisuel

## Épisodes
1. Le Deal  (The Deal)
2. Le passé ne s’oublie pas (The Dress)
3. Parfum de mort (The Scent)
4. Le Défilé (The Launch)
5. Le Jour d’après (The Afterglow)
6. Partie de campagne (The Weekend)
7. Trahison (The Betrayal)
8. La Proposition (The Offer)